# Bouigane
Die Bouigane ist ein Fluss in Frankreich, der im Département Ariège in der Region Okzitanien verläuft. Er entspringt in den Pyrenäen, nahe dem Cap de Gauch (2148 m), im südwestlichen Gemeindegebiet von Saint-Lary, entwässert generell in nordöstlicher Richtung durch den Regionalen Naturpark Pyrénées Ariégeoises und mündet nach rund 24 Kilometern im Gemeindegebiet von Audressein als linker Nebenfluss in den Lez.

## Bezeichnung des Flusses
Der Fluss ändert in seinem Verlauf mehrfach den Namen:
- Ruisseau des Pics im Quellbereich,
- Ruisseau d’Autrech im Oberlauf und
- Bouigane im Mittelteil und Unterlauf.

Die Tal-Landschaft der Bouigane ist auch unter dem Namen Bellongue bekannt.

## Orte am Fluss
(Reihenfolge in Fließrichtung)
- Autrech, Gemeinde Saint-Lary
- Saint-Lary
- Augirein
- Orgibet
- Illartein
- Aucazein
- Argein
- Audressein